# Martinistate
De Martinistate is een bedrijvenverzamelpand aan het Martiniplein in de binnenstad van Sneek.
Het gebouw is gebouwd in 1989/1990 en bestaat uit vier bouwlagen. Kenmerkend voor het pand zijn de vijf booggevels en de galerij aan de voorzijde van het pand.
Het pand is vernoemd naar Maarten van Tours, net als het naast gelegen Martiniplein en de nabij gelegen Grote of Martinikerk. Op de plaats van de Martinistate stonden voorheen de brandweerkazerne van Sneek en het Stedelijk Gymnasium.
Tot 2010 was op de begane grond het hoofdpostkantoor van Sneek gevestigd (dit is niet op een andere locatie heropend), net als de redactie van de lokale krant Sneeker Nieuwblad 'Wijd & Zijd en van de Leeuwarder Courant.
In 2022 zijn de plannen bekendgemaakt om het pand te transformeren naar tien appartementen en twee penthouses.